# 132º Reggimento carri
Il 132º Reggimento carri è un'unità dell'Esercito Italiano, inquadrato da sempre nella 132ª Brigata corazzata "Ariete". Il reggimento, è gelosissimo custode delle tradizioni meccaniche della specialità. Pur essendo il più giovane dei reggimenti carristi (fu l’ultimo in ordine di tempo a costituirsi), è assurto a unità simbolo della specialità, in quanto l'unico ad essersi costituito in zona di guerra e primo reggimento carri dell'Esercito Italiano ad assumere organico omogeneo su carri medi e primo ad essere impiegato in combattimento in modo unitario (3 battaglioni in linea) quale unità di manovra, secondo i criteri della moderna guerra dei corazzati.

## Storia
L’attuale 132º Reggimento carri trae le proprie origini dal 132º Reggimento fanteria carrista costituito il 1º settembre 1941 in Africa settentrionale ordinandosi nella zona di Eluet el Lasga, lungo la pista che da Berta conduceva a El Mechili. Il primo comandante del 132º Reggimento Fanteria carristi fu il tenente colonnello Enrico Maretti che aveva già partecipato con il 32° alle operazioni contro Tobruk guadagnando due ricompense al valor militare. Il comando del Reggimento si costituì a Roma presso il deposito del 4º Reggimento carristi, che nel 1941 aveva perso tutti i suoi battaglioni a Beda Fomm. L’unità era articolata su Compagnia Comando, costituitasi anch’essa nel luglio dello stesso anno a Roma presso il deposito del 4º Reggimento carristi, e dai battaglioni, VII, VIII e IX equipaggiati con carri medi M13/40. I battaglioni VII e VIII provenivano dal 32º Reggimento carristi, mentre il IX battaglione carri medi era stato costituito a Bracciano con elementi dell’XI battaglione carri L di Udine. 
Inserito nella 132ª Divisione corazzata "Ariete", partecipò alla campagna del Nordafrica, in sostituzione del 32º Reggimento carristi, rimasto in organico alla divisione ma con i soli battaglioni carri leggeri e a organico ridotto, fino al rimpatrio avvenuto nel gennaio 1942. 
Dopo un breve ma intenso periodo di amalgama e di addestramento, il 132º Reggimento carri raggiunse l’Ariete a Bir el Gobi, ove ebbe il battesimo del fuoco, il 18 novembre 1941 a Bir el Dlena. Il giorno successivo prese parte alla prima battaglia di Bir el Gobi, dando subito prova del suo valore e spirito combattivo. Il 23 novembre a Bir Cremisa il 132° attaccò frontalmente un caposaldo nemico, in cooperazione con due reggimenti carri tedeschi, eliminandolo e il 29 e 30 novembre prese parte ai vittoriosi combattimenti di Sidi Rezegh; sostenne vittoriosamente altri combattimenti il 5 dicembre ad El Dubaa nel corso della seconda battaglia di Bir el Gobi e dal 13 al 15 dicembre fu impegnato nella conquista del caposaldo di quota 204 di Ain el-Gazala. Dopo un brevissimo periodo di riordinamento, tra il 21 e il 29 gennaio 1942, prese parte alle prime operazioni per la riconquista della Cirenaica destinate a concludersi con la riconquista di Bengasi.
Dopo avere ricevuto, in sostituzione del decimato VII, il X Battaglione carri M14/41 proveniente dal 133º Reggimento carristi, il 27 maggio 1942, nel corso della battaglia di Ain el-Gazala il 132º Reggimento attaccò con successo i due fortissimi capisaldi nemici di Rugbet el-Atasc, difesi rispettivamente dalla 3ª IMB (Indian Motor Brigade: Brigata Indiana Motorizzata) e Bir Hacheim, e da truppe francesi aderenti alla Francia libera. A seguito dell’eroico comportamento tenuto in quell'occasione da tutti i carristi del 132°, la data di quel combattimento vittorioso è stata designata quale festa del Reggimento. Nel corso del combattimento venne fatto prigioniero il comandante del IX battaglione carri, tenente colonnello Prestisimone, che, pur abbastanza seriamente ustionato alle gambe, aveva cambiato per ben tre volte carro pur di continuare l’assalto contro i francesi. Egli venne catturato quando era giunto a soli 80 metri da una batteria avversaria, ricevendo le congratulazioni personali da parte del generale Koenig per il coraggio dimostrato nell’azione; i mezzi superstitii del IX battaglione, richiamati dal Comandante del 132º Reggimento, Maggiore Luigi Pinna, che aveva sostituito il Comandante Colonnello Maretti ferito nella stessa giornata si ricongiunsero al resto del reggimento e della Divisione a Rugbet el Atsc.
Nel corso dei combattimenti si distinse, tra gli altri, il diciannovenne caporale Giovanni Secchiaroli, mitragliere di carro medio dell'VIII battaglione, che, benché ferito ed unico sopravvissuto del suo equipaggio, continuò a fare fuoco dal proprio carro immobilizzato fino a che non fu ferito mortalmente da un ulteriore colpo anticarro; alla sua memoria è stata conferita la Medaglia d'oro al valor militare e nel 1975 l'VIII battaglione carri verrà rinominato in suo onore 8º Battaglione carri "M.O. Secchiaroli". Il reggimento proseguì senza soluzione di continuità le operazioni partecipando attivamente ai combattimenti per conquista, della piazzaforte di Tobruch che fu presa definitivamente il 21 giugno 1942. Nonostante le gravi perdite subite, l’unità proseguì la lotta partecipando alla rapida avanzata in Egitto all'inseguimento dell'VIII Armata raggiungendo la posizione difensiva di El Alamein. Riordinatosi, con in linea solamente il IX e X battaglione carri, il 15 luglio 1942 ritornó in prima linea, ricevendo qualche giorno più tardi in sostituzione del decimato VIII battaglione carri, il XIII Battaglione carri, appena giunto dall’Italia con il 31º Reggimento carristi prendendo parte alla 1ª battaglia di El Alamein e dal 31 agosto al 6 settembre 1942 allo sforzo offensivo esercitato dall'Armata italo-tedesca nella zona di El Qattara. Dal 23 ottobre al 6 novembre il 132° prese parte alla 2ª battaglia di El Alamein immolandosi in numerosi contrattacchi lanciati per proteggere il ripiegamento delle nostre divisioni di fanteria appiedate.
Il 1º dicembre 1942, ormai completamente distrutto, il Reggimento venne sciolto.
Il 5 dicembre seguente i superstiti dei battaglioni carri delle divisioni "Ariete" e "Littorio", insieme a quelli dell’XI battaglione carri della "Trieste", ormai rimasti privi di carri, furono riuniti nel 132º Reggimento controcarri, che partecipó con valore alle operazioni ritardatrici per consentire la nostra ritirata fino in Tunisia fino al 18 aprile 1943 data del suo scioglimento.
Nel corso di 14 mesi di guerra ininterrottamente combattuta nel deserto africano il reggimento ha pagato un altissimo tributo di sangue con almeno 340 fra caduti e dispersi (40 ufficiali, 75 sottufficiali e 225 carristi). Ben 365 le decorazioni al valor militare concesse ai carristi di ogni grado del reggimento. L'ultima decorazione al valor militare concessa a un carrista del 132º reggimento è del 22 marzo 1943.
Dopo l'armistizio dell'8 settembre, il 21 marzo 1944, il reggimento venne ricostituito in Sardegna e inquadrato nel 1º Raggruppamento motocorazzato. Il reggimento era costituito da I e II battaglione su carri leggeri e III, IV, V battaglione equipaggiati con semoventi L40 da 47/32. Il 15 maggio successivo, scioltosi il raggruppamento motocorazzato, il 132º Reggimento carristi fu assegnato alla Divisione Granatieri di Sardegna. Il 27 agosto dello stesso anno il reggimento fu nuovamente disciolto.
Il reggimento riprese vita il 10 luglio 1948, quando presso il forte Pietralata a Roma, venne ricostituito con il nome di 1º Reggimento carristi, articolato su Compagnia Comando Reggimentale e officina mobile e su I e II battaglione carri costituitisi, anch'essi nella capitale, equipaggiati con carri armati medi M4 Sherman. Il 2 giugno 1948 il I battaglione carri sfilò a ranghi completi davanti al Presidente della Repubblica Luigi Einaudi in via dei Fori Imperiali, subito prima di essere trasferito in Friuli, a Casarsa della Delizia; il reggimento è dunque stato la prima unità a sfilare su mezzi corazzati dinnanzi ad un Presidente della Repubblica Italiana. Il 1º settembre 1948 il reggimento venne assegnato alla Brigata corazzata "Ariete", costituitasi il 23 maggio 1948 a Roma con la denominazione di Raggruppamento corazzato "Ariete" che il 1º giugno 1948 divenne Brigata corazzata "Ariete", nel corso di quell’anno ridislocata a Pordenone. Il 1º aprile 1949 il reggimento riassunse la denominazione di 132º Reggimento carristi "Ariete" e per l’eroico comportamento tenuto nel corso della guerra, il 25 luglio 1949, nel corso di una cerimonia tenutasi nella Piana di Comina a Pordenone, ricevette dal Ministro della Difesa Pacciardi la Bandiera di guerra della Repubblica decorata contestualmente con una Medaglia d'oro al valor militare con una delle più belle motivazioni dell’Esercito Italiano.
Il 29 aprile 1950 il Reggimento ha trasferito tutti i suoi reparti presso la caserma "Salvatore Zappalà" di Aviano insistente su di un sedime aeroportuale dell'Aeronautica militare ceduto all'Esercito Italiano, confinante con l'aeroporto militare di Aviano che diverrà la sua sede storica. Il 1º marzo 1952 venne costituito, equipaggiato con carri armati medi M47 Patton, il III battaglione carri che fino al 16 dicembre 1952 ha avuto la sua sede a Casarsa della Delizia e venne poi subito ceduto al ricostituendo 31º Reggimento carristi di Verona. Il 1º ottobre dello stesso anno la Brigata "Ariete" venne elevata a livello di Divisione cambiando la sua denominazione in Divisione corazzata "Ariete" e il 29 dicembre 1952 il reggimento completa la sostituzione dell'intera linea carri con gli M47. Nel 1954 viene ricostituito nella sede di aviano il III battaglione carri equipaggiato anch'esso con carri armati M47.
Il 5 gennaio 1959 i battaglioni del 132º Reggimento carri riassumono numerazione dei battaglioni protagonisti della guerra d’Africa. Il I, II e III diventano rispettivamente VII, VIII e X battaglione.
Nel 1963 la Divisione corazzata "Ariete" assunse l'organico delle Grandi Unità dell'Alleanza Atlantica, articolandosi su una Brigata meccanizzata, due Brigate corazzate e una Brigata di artiglieria. Il 132º Reggimento carri entrò a far parte della III Brigata corazzata "Ariete". Nello stesso periodo avvennero altre trasformazioni in seno ai reparti: il 132º Reggimento carri ricevette il 1º luglio 1963 il V Battaglione bersaglieri, equipaggiato con VTT M113, che venne ridenominato XXXVIII Battaglione bersaglieri, cedendo in cambio il 1º agosto il VII Battaglione carri all'8º Reggimento bersaglieri inquadrato nella I Brigata meccanizzata "Ariete". Il 1º marzo 1964 entrò a far parte della Divisione corazzata "Ariete" il ricostituito 32º Reggimento carri di Cordenons, con organico speculare a quello del 132° ma inquadrato nella II Brigata corazzata "Ariete". Tale reggimento nel 1968 si trasferirà a Tauriano di Spilimbergo.
Nell'ottobre 1963 i reparti del reggimento hanno preso parte alle operazioni di soccorso in occasione della sciagura del Vajont e il 4 novembre 1966 sono intervenuti in soccorso delle popolazioni colpite dall'alluvione del Piave nel corso delle quali perderà la vita il caporale ventiduenne Eros Perinotto, alla cui memoria è stata concessa la Medaglia d'Oro al Valor Civile.
Il 29 luglio 1968 nel ventennale della ricostituzione del reggimento viene concesso al 132º carri dal Presidente della Repubblica Saragat, con proprio decreto, lo stemma araldico e il motto latino In hostem ruit ("irrompe sul nemico"); nell'ottobre del 1968 venne abbandonato l'organico standard NATO e il reggimento tornó a dipendere direttamente dal comando della divisione. Più o meno nello stesso periodo, il reggimento inizió a sostituire i carri M47 sostituiti con i più moderni M60 A1 Patton.
Con la ristrutturazione dell'Esercito Italiano, il 1º novembre 1975 il comando del 132º Reggimento carri venne sciolto e le sue tradizioni e la sua bandiera di guerra vennero affidate all’VIII Battaglione carri, ridenominato 8º Battaglione carri "M.O. Secchiaroli" inquadrato, con il 10º battaglione carri "M.O. Bruno" e 27º battaglione bersaglieri nella neocostituita 132ª Brigata corazzata "Manin" che ha la sua sede ad Aviano. Nella primavera–estate del 1976 l’8º battaglione partecipa alle operazioni di soccorso per il sisma del Friuli.
Il 1º ottobre 1986 con lo scioglimento del Comando della Divisione Ariete, la Brigata "Manin" ne eredita il nome e le tradizioni e viene ridenominata 132ª Brigata corazzata "Ariete" trasferendo il suo Comando a Pordenone posto alle dirette dipendenze del Comando del 5º Corpo d'armata.
Nel 1991 in occasione della prima guerra del golfo il battaglione è stato impiegato in operazione di presidio ai punti sensibili sul territorio nazionale nelle provincie di Pordenone, Parma e Reggio Emilia.
Il 132º Reggimento carri venne ricostituito il 27 luglio 1992 a seguito di un'ulteriore ristrutturazione dell’Esercito, inquadrando oltre alla Compagnia Comando e Supporto Logistico "Bengasi", l'8º battaglione carri "M.O. Secchiaroli", inizialmente costituito su 5 compagnie carri, la 6ª compagnia "Ghemines", la 7ª compagnia "Roma", la 8ª compagnia "Bir Hacheim", la 9ª compagnia "Ghibli" e la 10ª compagnia "Aviano". Dal dicembre 1992 al marzo 1994, a turni trimestrali, i reparti del 132° hanno preso parte con i carri M60A1 e M60A1 RISE alla missione Ibis in Somalia. I 10 carri M60A1 in versione RISE impiegati per l’occasione vennero ceduti in prestito dall'USMC vennero inizialmente assegnati alla 9ª compagnia e restituiti al termine delle operazioni in Somalia. Lo Stendardo del reggimento è decorato di medaglia di bronzo al valore dell'esercito per il superbo comportamento avuto in ogni circostanza dai suoi carristi, molti dei quali di leva in quel particolarissimo teatro di operazioni.
Nel 1994 i carri M60A1 sono stati sostituiti con Leopard 1 provenienti dalle unità carri che li avevano in dotazione e che erano state nel frattempo disciolte.
Nel 1994 il reggimento ha preso parte all'operazione Testuggine per la sorveglianza del confine orientale, per contrastare il flusso di clandestini, per impedire eventuali tentativi d'ingresso irregolare di persone, mezzi e materiali.
Lasciata la storica sede di Aviano il 30 novembre 1995 il reggimento ha trasferito la sua base a Cordenons in provincia di Pordenone, assorbendo nei propri ranghi il grosso del personale del disciolto 63º Reggimento carri e riducendo l'organico dell'8º battaglione carri a 4 compagnie carri: la 1ª compagnia "Rughet el Atasc", la 2ª compagnia "El Alamein", la 3ª compagnia "Tobruch" e la 4ª compagnia "Bir Hacheim".
Tra marzo e maggio 1996 e successivamente tra maggio e luglio 1997 reparti del 132° hanno preso parte all'Operazione Vespri siciliani, in concorso con le forze di Polizia, per il presidio di obiettivi sensibili e per il controllo di parte del territorio della provincia di Palermo.
Il 30 maggio 1998 al reggimento è stata conferita la cittadinanza onoraria della città di Cordenons.
Nel 1999 il reggimento ha iniziato a cambiare la linea carri con veicoli di produzione nazionale C1 Ariete completando tale operazione il 1º luglio 2000.
Dal novembre 2000 a febbraio 2001, nell'ambito dell'operazione Joint Guardian in Kosovo, il reggimento carri ha costituito la task force "Sauro" a Dečani in Kosovo e dall'ottobre 2001 al marzo 2002 l'8º Battaglione carri è stato inquadrato nella medesima task force e sempre nell'ambito dell'operazione Joint Guardian dal luglio 2004 al gennaio 2005 la 1ª, la 2ª e la 3ª Compagnia sono state inquadrate nella task force "Aquila" su Reggimento "Lancieri di Novara" a Belo Polje, un villaggio compreso tra le municipalità di Istok e Pejë.
Da aprile a settembre 2005 il 3º plotone della 4ª compagnia carri ha operato, con i propri carri, in Iraq nell’ambito dell'operazione Antica Babilonia, inquadrato nella task force Alfa su 187º Reggimento paracadutisti.
Il 6 dicembre 2013 al reggimento è stata conferita la cittadinanza onoraria del Comune di Aviano, con la seguente motivazione:
«Considerato che il 132º Rgt. Carri, nelle sue varie articolazioni ha svolto servizio dal 1955 al 1995 presso la caserma "Salvatore Zappalà" ricordata come "Culla del carrismo italiano", grazie alla permanenza delle più importanti unità corazzate dell'Esercito Italiano;
Ricordate la collaborazione e la disponibilità sempre dimostrate dai militari Italiani, particolarmente espresse negli aiuti portati ai friulani dopo il terremoto del 1976.»
Il 14 novembre 2024 al reggimento è stata conferita la croce d'oro al merito dell'Esercito, con la seguente motivazione: 
«Prestigioso reggimento custode delle gloriose tradizioni dei carristi, partecipava con inflessibile tenacia e prodigioso ingegno alla deterrenza sul fianco est dell'Alleanza Atlantica, primo, dalla fine della Seconda guerra mondiale, a scortare con i carri lo Stendardo in un'operazione fuori dai confini nazionali. Durante il corso dell'attività, il 132º reggimento carri, fedele ai principi di fermezza, perizia ed eclettismo, offriva esemplare prova di straordinario impegno e non comune spirito di sacrificio, integrando e armonizzando le diverse specialità della Forza armata e degli eserciti alleati costituenti il "Multinational Battlegroup", evocando idealmente il "poderoso strumento fuso in un unico blocco di macchine, energie e cuori". Mirabile esempio di unità, conferiva onore e prestigio all'Esercito italiano al cospetto della Nazione in un complesso contesto
multinazionale. Novo Selo (Bulgaria), febbraio-giugno 2024.»
Carri Ariete del 132º Reggimento durante l'esercitazione Strong Europe Tank Challenge

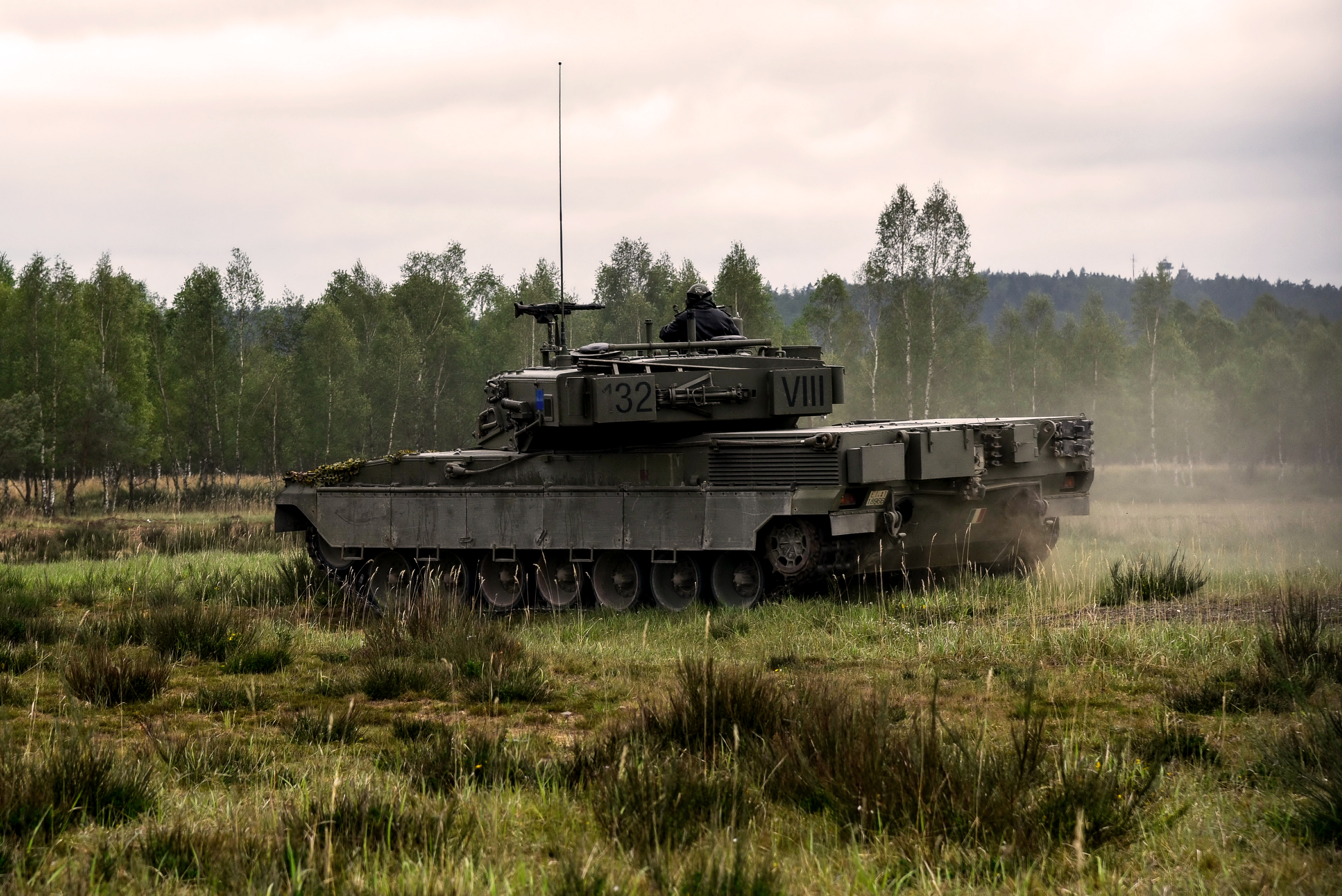
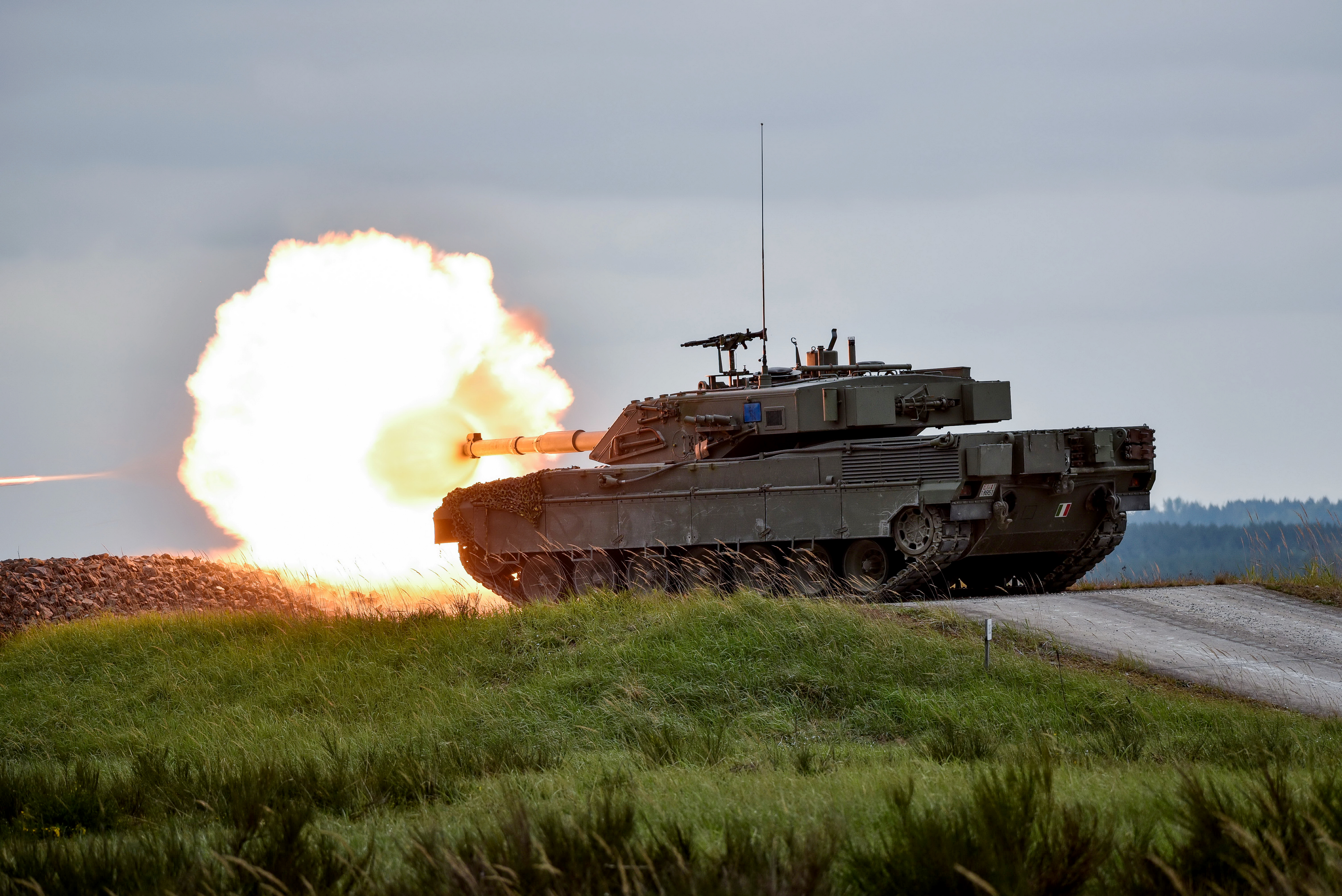
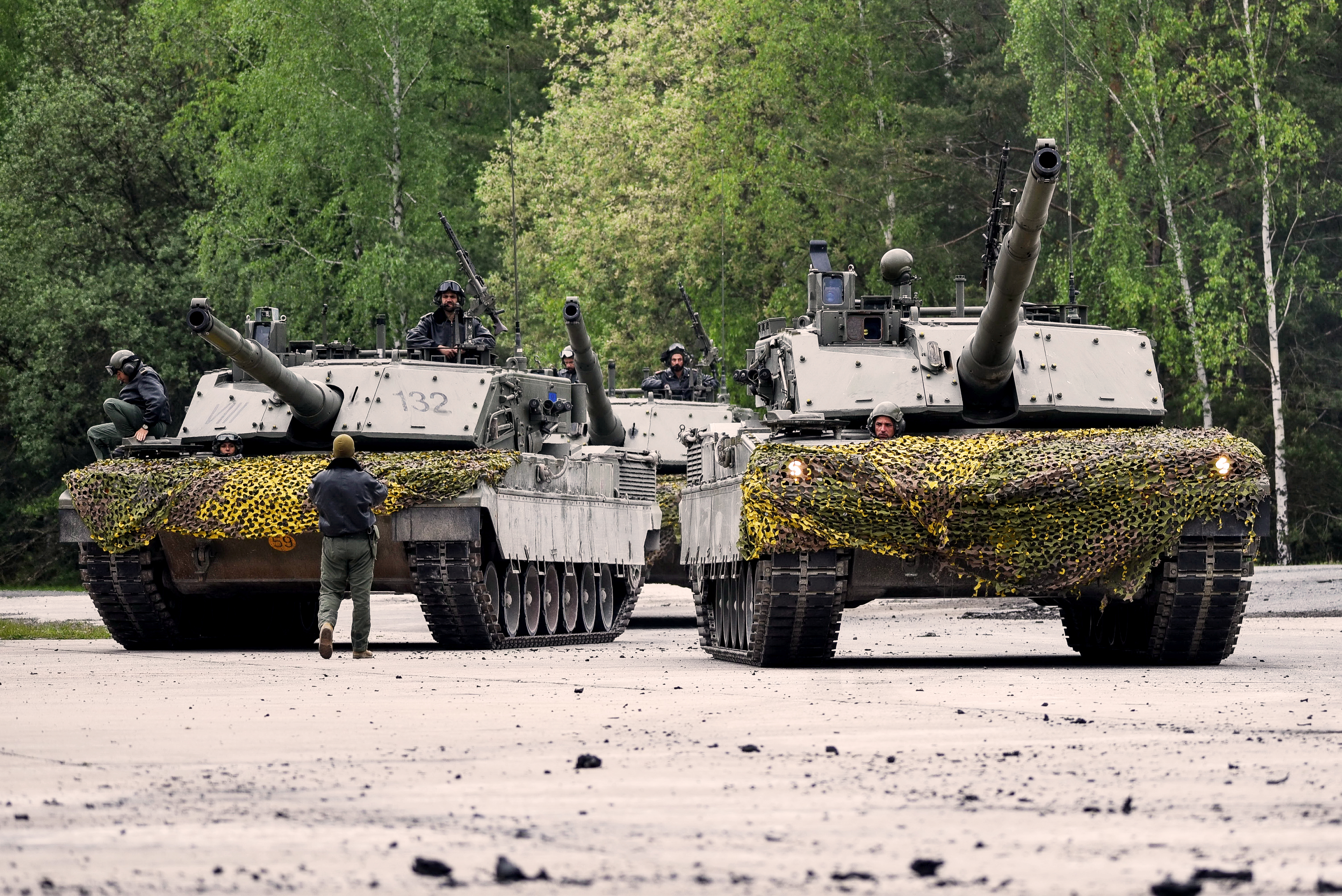
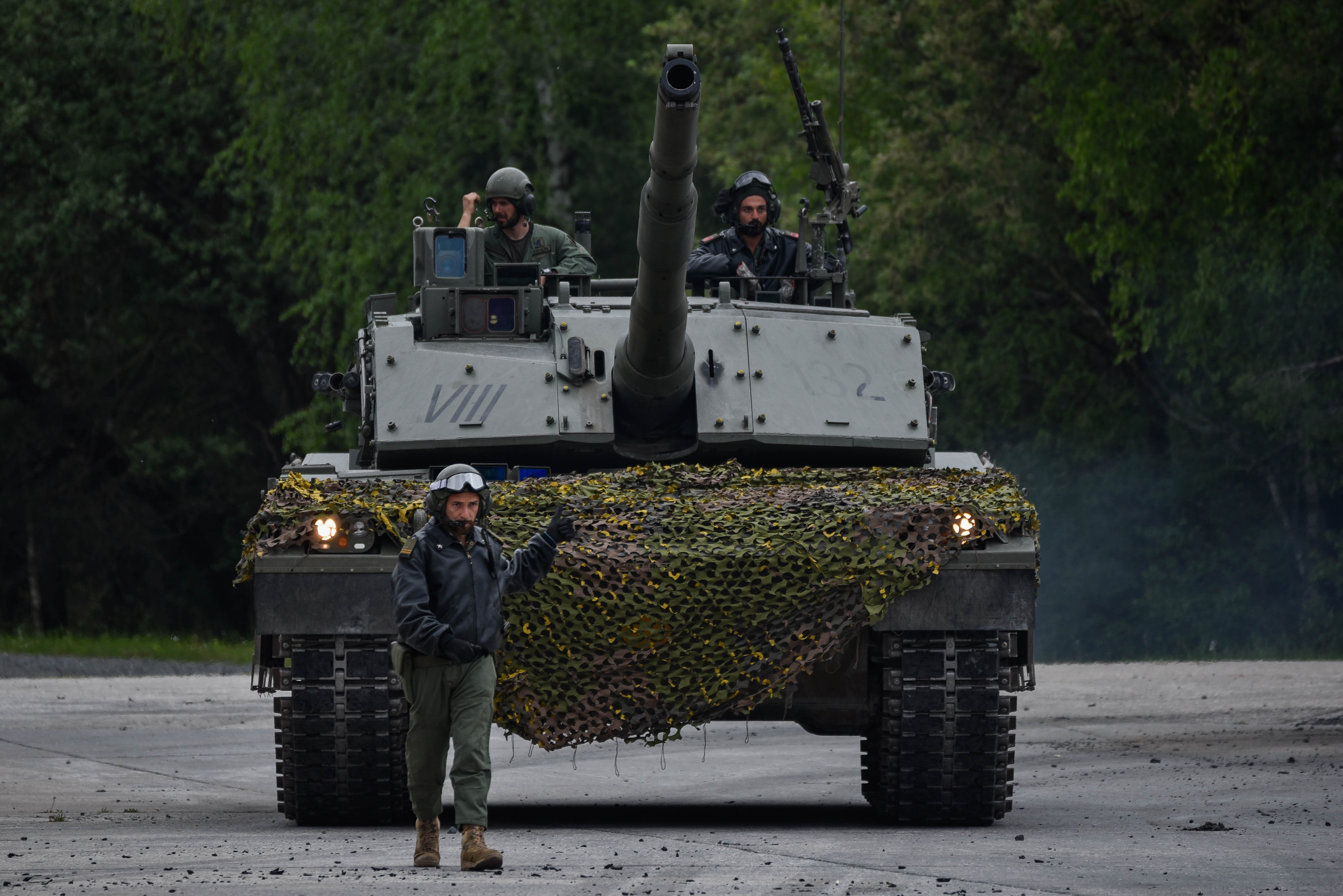

## Struttura del Reggimento
- Comando di reggimento
- Compagnia comando e supporto logistico "Bengasi"
- VIII Battaglione carri "M.O. Secchiaroli"
  - 1ª Compagnia "Rughet el Atasc"
  - 2ª Compagnia "El Alamein"
  - 3ª Compagnia "Tobruch"
  - 4ª Compagnia "Bir Hacheim" (attualmente in posizione quadro)

## Comandanti
132º Reggimento Fanteria Carrista

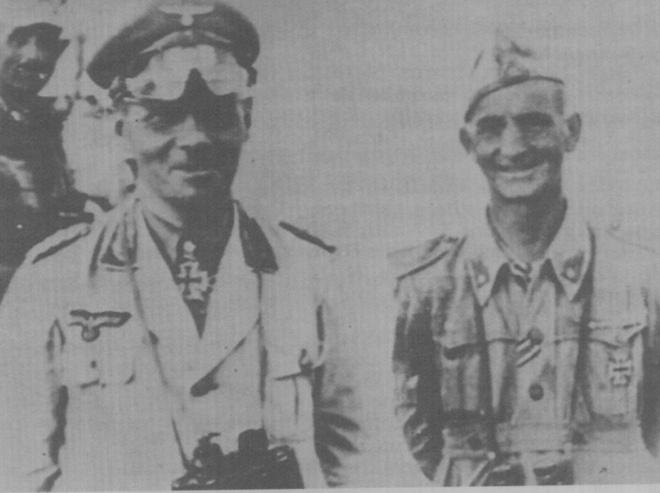
Il Tenente colonnello Enrico Maretti, primo comandante del Reggimento con il generale tedesco Erwin Rommel

1. Tenente colonnello Enrico Maretti (Cavaliere dell’Ordine Militare d’Italia) 1 settembre 1941– 1 dicembre 1942
2. Maggiore Luigi Pinna (interinale, per eventi di guerra) 27 maggio 1942 – 15 giugno 1942
3. Colonnello Paolo Formenti 1 dicembre 1942 – 10 dicembre 1942

132º Reggimento Fanteria Carrista
1. Tenente Colonnello Luigi Longo (1° rifondatore – Sardegna) 21 marzo 1944 – 27 agosto 1944

1º Reggimento Carristi
1. Colonnello Ferruccio Frittella (2° rifondatore – Roma) 10 luglio 1948 – 28 febbraio 1949
2. Tenente Colonnello Raoul Ranalli (interinale)
3. Colonnello Renato Biancoli Borghi 1º marzo 1949 – 31 marzo 1949

132º Reggimento Carristi "Ariete"
1. Colonnello Renato Biancoli Borghi 1º aprile 1949 – 20 settembre 1949
2. Tenente Colonnello Alberto Andreani (Medaglia d'oro al valor militare) 21 settembre 1949 – 14 novembre 1949
3. Colonnello Torquato Pancrazi 15 novembre 1949 – 31 agosto 1951
4. Colonnello Vittorio Mazzone 1º settembre 1951 – 30 settembre 1952
5. Colonnello Ettore Attisano 1º ottobre 1952 – 20 novembre 1953
6. Tenente colonnello Luigi De Felice 21 novembre 1953 – 29 novembre 1953
7. Colonnello Luigi Pinna (Medaglia d'argento al Valor Militare) 30 novembre 1953 – 19 novembre 1954
8. Colonnello Michele Chillemi 20 novembre 1954 – 31 agosto 1956
9. Colonnello Pietro Pettolello 1º settembre 1956 – 15 settembre 1957
10. Colonnello Enzo Del Pozzo 16 settembre 1957 – 30 settembre 1958
11. Colonnello Carlo Piccardo 1º ottobre 1958 – 4 gennaio 1959

132º Reggimento Carri "Ariete"
1. Colonnello Carlo Piccardo 5 gennaio 1959 – 31 ottobre 1958
2. Colonnello Luigi Battisti 1º novembre 1959 – 30 gennaio 1962
3. Colonnello Luigi Galleni 31 gennaio 1962 – 30 gennaio 1963
4. Colonnello Arvedo Moscatelli 1º febbraio 1963 – 31 luglio 1965
5. Colonnello Antonino Rocchetti 1º agosto 1965 – 20 settembre 1966
6. Colonnello Leonida Falco 21 settembre 1966 – 20 settembre 1967
7. Colonnello Enzo Petrei 21 settembre 1967 – 23 settembre 1968
8. Colonnello Nicola Chiari 24 settembre 1968 – 23 settembre 1969
9. Colonnello Alfredo Guacci 24 settembre 1969 – 23 settembre 1970
10. Colonnello Salvatore Furnari 24 settembre 1970 – 24 settembre 1971
11. Colonnello Armano Capurso 25 settembre 1971 – 2 ottobre 1972
12. Colonnello Alfredo Orsini 3 ottobre 1972 – 2 settembre 1974
13. Colonnello G. Franco Riccio 3 settembre 1974 – 2 settembre 1975
14. Colonnello Antonio Viesti 3 settembre 1975 – 31 ottobre 1975

8º Battaglione Carri "M.O. Secchiaroli"
1. Tenente colonnello Agostino Felli 1º novembre 1975 – 30 settembre 1976
2. Tenente colonnello Cesare Pucci 1º ottobre 1976 – 2 ottobre 1977
3. Tenente colonnello Mario Ventruto 3 ottobre 1977 – 30 luglio 1979
4. Tenente colonnello Giuseppe Maruotti 31 luglio 1979 – 5 luglio 1981
5. Tenente colonnello Alfio Chisari 6 luglio 1981 – 28 agosto 1983
6. Tenente colonnello Lucio Maltoni 29 agosto 1983 – 9 settembre 1985
7. Tenente colonnello M. Aurelio Piselli 10 settembre 1985 – 9 agosto 1987
8. Tenente colonnello Giuseppe Crisci 10 agosto 1987 – 24 agosto 1989
9. Tenente colonnello Giovanni Cirillo 25 agosto 1989 – 26 luglio 1991
10. Tenente colonnello Raffaele Palmieri 27 luglio 1991 – 26 luglio 1992

132º Reggimento Carri
1. Colonnello Giustino Crivellaro (3° rifondatore – Aviano) 27 luglio 1992 – 15 settembre 1993
2. Colonnello Filippo Petrera 16 settembre 1993 – 8 agosto 1996
3. Colonnello Andrea Caso 9 agosto 1996 – 6 luglio 1998
4. Colonnello Luigi Guglielmo 7 luglio 1998 – 9 settembre 2001
5. Colonnello Fulvio Sbernadori 10 settembre 2001 – 2 luglio 2003
6. Colonnello Luigi Lunigiani 3 luglio 2003 – 2 febbraio 2004
7. Tenente colonnello Enrico Bucci 3 febbraio 2004 – 31 gennaio 2005
8. Colonnello Giovanni Cazzorla 1º febbraio 2005 – 13 ottobre 2006
9. Colonnello Massimo Bettini 14 ottobre 2006 – 18 settembre 2008
10. Colonnello Maurizio Enrico Parri 19 settembre 2008 – 15 ottobre 2010
11. Colonnello Mario Nicola Greco 15 ottobre 2010 – 3 novembre 2012
12. Colonnello Giandomenico Petrocelli 3 novembre 2012 – 6 dicembre 2013
13. Colonnello Ciro Forte 7 dicembre 2013 – 1º settembre 2016
14. Colonnello Pierluigi Lodola 2 settembre 2016 - 31 agosto 2018
15. Colonnello Mauro Quarta 1º settembre 2018 - 30 ottobre 2019
16. Colonnello Giuseppe Cannazza 31 ottobre 2019 - 04 novembre 2021
17. Colonnello Antonello Andreottola 05 novembre 2021 - 28 luglio 2022
18. Colonnello Mariano Rocco Scandurra 29 luglio 2022 - 03 ottobre 2024
19. Colonnello Francesco Torroni 04 ottobre 2024 - in carica

## Stemma
Lo stemma araldico del reggimento è stato concesso con DPR del 29 luglio 1968.
CORONA TURRITA.

ORNAMENTI:
1) Lista bifida: d'oro, svolazzante, collocata sotto la punta dello scudo,
incurvata con la concavità rivolta verso l'alto, riportante il motto:
IN HOSTEM RUIT.
2) Nastri rappresentativi delle ricompense al Valore: annodati nella parte centrale non visibile della corona turrita, scendenti svolazzanti in sbarra
ed in banda dal punto predetto, passando dietro la parte superiore dello
scudo.»
Gli smalti principali nello scudo sono l'azzurro, simbolo di onor militare e valore, ed il rosso, simbolo del sacrificio supremo, qualità peculiari riconosciute al 132º reggimento. L'ariete ricorda il nome della grande unità con la quale il reggimento ha combattuto in Libia (rappresentata dal palmizio) immolandosi nell'adempimento del dovere. ll lambello di rosso posto sopra la palma rappresenta il legame con il 32º reggimento di fanteria carrista che ha ceduto due battaglioni per il completamento in Africa Settentrionale del 132º. ll capo d'oro simboleggia la medaglia d'oro, massima ricompensa al valor militare, concessa al reggimento in Africa Settentrionale, come simboleggiato dal silfio di Cirenaica e dalla stella presenti nel quartier franco.

## Decorazioni alla bandiera di guerra
Croce d'Oro al Merito Croce d'Oro al Merito dell'Esercito
«Prestigioso reggimento custode delle gloriose tradizioni dei Carristi, partecipava con inflessibile tenacia e prodigioso ingegno alla deterrenza sul   fianco est dell'Alleanza Atlantica, primo, dalla fine della Seconda guerra mondiale, a scortare con i carri lo Stendardo in un'operazione fuori dai confini nazionali. Durante il corso dell'attività, il 132º reggimento carri, fedele ai principi di fermezza, perizia ed eclettismo, offriva esemplare prova di straordinario impegno e non comune spirito di sacrificio, integrando e armonizzando le diverse specialità della Forza armata e degli eserciti alleati costituenti il «Multinational Battlegroup», evocando idealmente il «poderoso strumento fuso in un unico blocco di macchine, energie e cuori». Mirabile esempio di unità, conferiva onore e prestigio all'Esercito Italiano al cospetto della Nazione in un complesso contesto multinazionale. Novo Selo (Bulgaria), febbraio-giugno 2024.» - decreto ministeriale n. 1411 datato 14 novembre 2024